# Die Stimmen von Marrakesch
Die Stimmen von Marrakesch. Aufzeichnungen nach einer Reise ist ein kurzer Bericht von Elias Canetti über eine Reise nach Marokko, der erstmals 1967 in der Reihe Hanser erschienen ist.

## Aufbau
Canetti führt den Leser als Ich-Erzähler in die marokkanische Großstadt Marrakesch, die er in den 1950er Jahren in Begleitung eines Filmteams bereist hat, wobei er, der in London lebt, vor den Einheimischen als Engländer auftritt, sich gegenüber den Einwohnern der Mellah, des jüdischen Viertels, auch als Jude zu erkennen gibt.
Sein Buch ist kein Reisebericht im üblichen Sinne, sondern, wie der Untertitel bereits andeutet, eine Sammlung von Impressionen, die zu Skizzen geronnen sind, Momentaufnahmen, mit denen er die Atmosphäre der Stadt einzufangen, zumindest blitzlichtartig zu beleuchten versucht.
Die einzelnen Abschnitte sind grundsätzlich unabhängig voneinander, auch wenn gelegentlich Verweise oder Übergänge eingebaut werden, die das Buch im Inneren zusammenhalten sollen.

## Inhalt
Begegnungen mit Kamelen
Der Protagonist besucht mit seinem Freund einen Kamelmarkt und entdeckt in den Kamelen viel Menschliches. Erschüttert wird er über die Tatsache, dass diese Kamele zur Schlachtung geführt werden.
Die Suks
Auf dem Markt erzählt der Protagonist die Eindrücke von den Waren, ihrer Düfte und Farben und beschreibt das Feilschen mit den Händlern.
Die Rufe der Blinden
In den immer wiederkehrenden fordernden Bittrufen der Blinden, in Verbindung mit dem versprochenen Segen Allahs, erkennt der Protagonist einen tieferen Sinn des Lebens.
Der Speichel des Marabu
Der Marabu ist ein heiliger Mann, der die ihm gespendeten Münzen in den Mund nimmt, sie kaut und mit viel Speichel wieder ausspuckt.
Stille im Haus und Leere der Dächer
Der Protagonist beschreibt einen Platz, den man braucht, um sich zurückziehen zu können. Auf dem flachen Dach des Hauses seines Freundes blickt er zuerst in die Ferne, als er aber die Nachbarhäuser betrachten möchte, wird sein Freund unruhig. Denn es gilt als verpönt, in die Nachbarhäuser zu sehen.
Die Frau am Gitter
Auf einem Spaziergang trifft er auf eine unverschleierte Frau, die vom ersten Stock herunter, liebliche Koseworte an ihn richtet. Fasziniert bleibt er lange stehen, schaut zu ihr hinauf, bis er schließlich einen Jungen auf Französisch fragt, ob sie verrückt sei, was der Junge auch bestätigt.
Besuch in der Mellah
In diesem längeren Abschnitt besucht der Protagonist die Mellah, das jüdische Viertel. Zuerst trifft er auf kleine Läden mit feinen Stoffen, aber je weiter er geht, desto ärmer wird sein Umfeld. Schließlich gelangt er auf einen kleinen Platz, den er als Mittelpunkt der Mellah bezeichnet und mit dem er sich stark identifiziert. Nachdem er eine Schule besucht hat, in der der Lehrer das Können seiner Schüler demonstriert hatte, wird er von einem seltsamen Führer durch den jüdischen Friedhof geführt und dabei von vielen Bettlern bedrängt.
Die Familie Dahan
Canetti möchte ein arabisches Haus von innen kennenlernen. Die Familie Dahan lädt ihn in ihr Haus ein, das ganz nach europäischem Geschmack eingerichtet ist. Er lernt den schwatzhaften Sohn der Familie kennen und den Großvater, der ein kluger, abgeklärter Gelehrter ist.
Erzähler und Schreiber
In diesem kurzen Kapitel beschreibt der Protagonist die Geschichtenerzähler, die auf der Straße Menschen um sich herum versammeln und diese mit ihren mächtigen Worten sehr gekonnt unterhalten. Der Fokalisator bewundert sie sehr und sieht zu ihnen auf. Etwas weiter abseits befinden sich die Schreiber, welche mit ihrem vor sich liegenden Schreibzeug auf Kundschaft warten. Bei einem der Schreiber sitzt eine ganze Familie.
Die Brotwahl
Am Abend verkaufen Frauen an einer bestimmten Stelle Brote. Der Erzähler beobachtet, wie ein Mann einen Laib Brot kauft und dann verschwindet.
Die Verleumdung
Bettelkinder standen um das Restaurante herum. Der Inhaber, ein Franzose, berichtet über seine ersten Erfahrungen in Marrakesch mit solchen kleinen jungen Mädchen. Er war mit Freunden unterwegs und er lugte durch ein Loch, während sich einer seiner Freunde mit einem der jungen Mädchen vergnügte. Er trat ins Dunkel stahl aus dem Nachttisch das gegebene Geld, und sie alle lachten noch darüber. Seit dieser Erzählung machte sich verächtlicher Ekel bei den Engländern über diesen Franzosen breit, und er stand nun im Ansehen weit unter diesen Bettelkindern.
Die Lust des Esels
Eines Nachts umringt eine Menschenmenge einen Mann, der mit dem Stock auf einen störrischen, ausgemergelten Esel einschlägt, bis sich der Esel im Kreis dreht und sein Herr mit ihm. Die Menschen biegen sich vor Lachen. Canetti glaubt, dass der Esel die Nacht nicht überleben wird. Am nächsten Morgen steht der Esel wieder auf dem Platz, alleine. Zwischen seinen Hinterbeinen hängt ein riesenhaftes Glied herab, und Canetti bewundert die Lebenskraft des Tieres.
Scheherazade
Scheherazade ist eine Bar, die nur von Ausländern und reichen Arabern besucht wird. Madame Mignon ist die Inhaberin – ihre Mutter ist Chinesin, der Vater Franzose. Sie ist mit einem ehemaligen Fremdenlegionär verheiratet, der Kunden gelegentlich in das französische Bordell auf der anderen Straßenseite begleitet.
Der Unsichtbare
Auf dem Platz hockt jeden Tag ein Mann, den man unter den schmutzigen Lumpen, die ihn bedecken, kaum erkennen kann. Allerdings ist sein durchdringendes Krächzen „ä, ä, ä“ über den ganzen Platz zu hören. Canetti ist fasziniert von dem Menschen, nähert sich ihm immer wieder, sieht aber niemals, dass er sich bewegt, um die Münzen aufzusammeln, die ihm zugeworfen werden.

## Historischer Hintergrund
1954 begleitete Canetti auf Einladung des Filmproduzenten Aymer Maxwell ein englisches Filmteam auf eine dreiwöchige Reise nach Marrakesch. Das Team mit Gavin Lambert als Regisseur drehte den Film „Another Sky“ mit Walter Lassally an der Kamera und Catherine Lacey in der weiblichen Hauptrolle. Der Film galt lange als verschollen und war erst 2007 in einer restaurierten Fassung auf DVD allgemein zugänglich. Während des Drehs ereignete sich ein Attentat auf Muhammad VI. ibn Arafa (reg. 1953–1955), den von der französischen Protektoratsregierung eingesetzten Sultan. In dem Abschnitt „Die Familie Dahan“ wird auf das Attentat angespielt. Das Buch „Die Stimmen von Marrakesch“ entstand erst 14 Jahre später aus der Erinnerung, Canetti konnte lediglich auf drei Seiten Notizen zurückgreifen.
Die Stimmen von Marrakesch zählt neben seinem Frühwerk Die Blendung zu den wenigen erzählerischen Werken des Autors.
2005 veröffentlichte der Münchener Hörverlag auf 2 CDs eine Lesung aus dem Jahr 1985 durch den Autor selbst –  in einem „alten Wiener Deutsch“.
Canetti, so schreibt der Rezensent des Hörbuchs „[…] nuschelt. Manchmal verschluckt er die Endsilben, auch hat er einen s-Fehler, […] man hört ihn nach Luft schnappen, man hört raschelndes Papier, wenn er umblättert“  und „Ein alter Mann erzählt mit weiser Stimme Geschichten einer sagenhaften Stadt voll Kraft, Lust, Leben. Ein eindrucksvolles Hörbuch.“

## Interpretationen
Ein Leitmotiv aller Skizzen ist der Kampf ums Überleben, der in vielen Variationen durchgespielt wird. Gleich zu Anfang, in Begegnungen mit Kamelen, wird das Thema Tod angesprochen, der sichere Tod, dem die Tiere entgegengehen. Alle Menschen, die er in Marrakesch beobachtet, kämpfen in unterschiedlicher Weise um ihr Überleben. Gegen den Tod hat Canetti sein Leben lang angeschrieben. „Wenn es ginge – ich weiß, dass es nicht geht –, würde ich den Tod abschaffen. Da das nicht möglich ist, möchte ich wenigstens alle schlechten Wirkungen, die der Tod im Leben der Menschen hat, ins Auge fassen“.

### Semantisierung des Fremden
Canetti inszeniert Fremde, indem er sich ihr ohne sprachliche Kommunikation aussetzt. Er bereitet sich nicht mit Hilfe von Reiseliteratur auf das Land vor, lernt vor Ort kein Arabisch, verzichtet auf die Begleitung eines Dolmetschers; er provoziert das Nicht-Verstehen, um „nichts von der Kraft der fremdartigen Rufe [zu] verlieren“, um „von den Lauten so betroffen zu werden, wie es an ihnen selber liegt, und nichts durch unzulängliches und künstliches Wissen abzuschwächen“.
Ebenso lehnt es der Erzähler ab, moralische Bewertungen vorzunehmen: „auf Reisen nimmt man alles hin, die Empörung bleibt zu Haus. Man schaut, man hört, man ist über das Furchtbarste begeistert, weil es neu ist. Gute Reisende sind herzlos.“
Dadurch, dass die Fremde fremd, d. h. semantisch leer bleibt, wird sie frei für neue inhaltliche Füllungen, denn schon die semantische Entleerung des Fremden ist ein Konstrukt des Reisenden. Mit der Neusemantisierung des Fremden leistet Canetti exakt die semiotische Umwertung der kulturellen Praktiken, wie sie Jonathan Culler als typisch für das touristische Verhalten beschrieben hat. Canetti geht aber über diese touristische Aneignungsstrategie insofern hinaus, als er seine Reiseerlebnisse verschriftlicht.

### Strukturalistische Interpretation
Jonathan Culler bezeichnet Touristen als „agents of semiotics“, als Semiotiker, der alles, was er sieht als „authentisch“ auffasst. Authentisch ist für den Touristen das, „was jenseits seines Gebrauchswertes teilhat an einer für die Fremdkultur spezifischen kulturellen Zeichenpraxis.“ Das „Typische“ repräsentiert sich dem Touristen aber nicht unvermittelt, sondern wird vermittelt durch „Marker“, wie Reiseführer, Museen, Postkarten, Hinweisschilder. Authentizität hängt daher nicht an der Sache selbst, sondern bedarf einer semiotischen Vermittlung. Modernen Tourismus kennzeichnet, nach Culler und Fuchs, der permanente Zwang zur Beglaubigung von Authentizität. „Die Authentizität seiner Erfahrungen inszeniert Canetti im Text nun auf eine Weise, die dem zuvor umrissenen Modell der Fremderfahrung nicht nur entspricht, sondern dieses geradezu verdoppelt. Zum einen sucht Canetti Zugang zu Marrakesch durch ein Verfahren der Semiotisierung zu gewinnen, das dem Cullerschen Modell ziemlich genau folgt, zum zweiten vertieft er aber seine Interpretationen der beobachteten Kulturpraktiken durch folgende Verdopplung: was sich auf einer ersten semiotischen Ebene als kultureller Signifikant erweist, fungiert auf einer zweiten Ebene als Signifikant eines wesentlich mythischen Signifikanten.“
Wie Fuchs ausführt, habe der Erzähler selbst keine sichere Identität, es sei nicht klar, ob er Engländer sei oder nicht, und auch seine religiöse Identität zeichne ihn als Außenseiter aus. Die binäre Opposition zwischen dem Eigenen und dem Fremden werde somit unterminiert, weil er das Bild eines souveränen Subjekts erst gar nicht aufkommen lasse; das Fremde werde nicht mit Blick auf das Heimische gelesen, weil es ein solches gar nicht gibt. Dazu passe auch seine Neubewertung von Sinneseindrücken: er interessiert sich gerade für das nicht Visuelle, sein „Blick“ sei eben nicht touristisch, das Fremde werde in „Die Stimmen von Marrrakesch“ nicht visualisiert, sondern Canetti fokussiere sich auf die Geräusche und Gerüche.

## Zeugnisse
„Die Stimmen von Marrakesch ist jenes Buch, durch das Canetti dem Leser so etwas wie ein vertrauter Freund wird und in dem aus allen Schilderungen von orientalischer Großstadtmisere am Rande menschlichen Daseins eine Art Freude an allem Menschlichen (...) erstrahlt.“ François Bondy
„Klassisch möchte man den Weltbezug dieser Prosa nennen, weil ihr Autor mit so unbeirrbarer Kraft auf die Menschen, Tiere und Gegenstände von Marrakesch blickt, ohne dass die Subjektivität des Schauenden sich je in den Vordergrund drängte.“ Rudolf Hartung
„So behutsam und scheu Canetti vorangeht, der Leser wird Zeuge eines Erkenntnisprozesses. Ein Vorgang ohne jede intellektuelle Strapazierung ... Es bleibt, was immer Canetti in Marrakesch erlebt und beobachtet, reine erzählerische Vergegenwärtigung, sinnlich nah und greifbar.“ Eberhard Horst

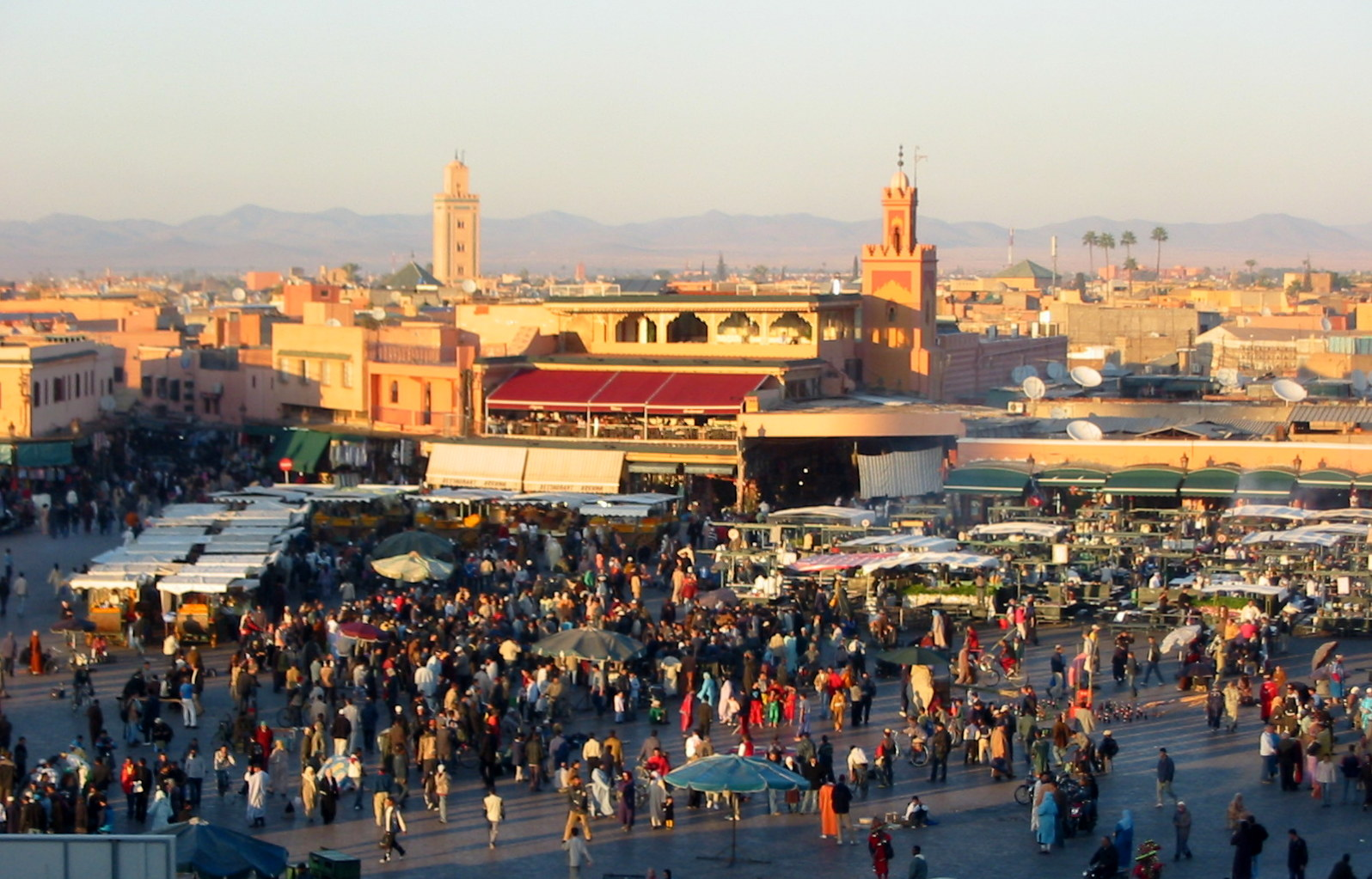
Djemaa el Fna, 2005

## Djemaa el Fnain der Literatur und im Film
Ebenso wie Elias Canetti hat sich auch Juan Goytisolo in Engel und Paria (1985), Hubert Fichte in Der Platz der Gehenkten (1989), Bodo Kirchhoff Parlando (2001), Michael Fisch in khamsa – oder Das Wasser des Lebens (2010) oder Christoph Leisten in den 88 Prosaminiaturen Marrakesch, Djemaa el Fna: Prosa (2017) mit der Djemaa el Fna literarisch befasst.
Auf dem Platz wurden Szenen des Hitchcock-Klassikers Der Mann, der zu viel wusste gedreht, und er war Schauplatz im Film Sex and the City 2 mit Sarah Jessica Parker.

## Ausgaben
- Die Stimmen von Marrakesch. Aufzeichnungen nach einer Reise. Regensburg 1967. (Reihe Hanser. 1.).
- Die Stimmen von Marrakesch. Mit 24 bildern gemalt in aquarell tempera von Wolfgang Werkmeister. Frankfurt: Büchergilde Gutenberg 1984.

- - neu veröffentlicht: Die Stimmen von Marrakesch. Aufzeichnungen nach einer Reise. Mit 26 Gouachen von Wolfgang Werkmeister. Büchergilde Gutenberg, Frankfurt am Main, Wien und Zürich 2024, ISBN 978-3-7632-7599-1.

- Die Stimmen von Marrakesch. Aufzeichnungen nach einer Reise. Leipzig: Insel-Verl. (Insel-Bücherei. 1066). ISBN 3-73510051-1
- Die Stimmen von Marrakesch. Aufzeichnungen nach einer Reise. Frankfurt a. M.: Fischer Taschenbuchverlag [Zahlreiche Auflagen ab 1980]. ISBN 978-3-596-22103-5

Der Text ist abgedruckt in der Canetti-Werkausgabe. Band VI, München 2016.

## Hörbücher
1987 erschien im Leipziger Insel-Verlag ein Hörbuch, gelesen von Günter Bormann. (1 CD DAISY, 3:11 h)
Ein weiteres Hörbuch „Elias Canetti. Die Stimmen von Marrakesch“, Klangbuch mit 2 CDs, erschien 2007 im Wiener Mandelbaum-Verlag. Erzählerin ist Anne Bennent unter musikalischer Mitwirkung von Otto Lechner, Akkordeon; Marwan Abado, Oud; Georg Graf, Blasinstrumente; Melissa Coleman, Cello; Pamelia Kurstin, Theremin; Karl Ritter, Gitarre; Peter Rosmanith, Perkussion.